# Somogytúr, Somogy
Somogytúr  este un sat în districtul Fonyód, județul Somogy, Ungaria, având o populație de 441 de locuitori (2011). 

## Demografie
Componența etnică a satului Somogytúr
     Maghiari (98,02%)
     Germani (1,98%)
Componența confesională a satului Somogytúr
     Romano-catolici (41,04%)
     Reformați (20,63%)
     Fără religie (6,35%)
     Necunoscută (31,07%)
     Luterani (0,91%)
     Alte religii (2,04%)
Conform recensământului din 2011, satul Somogytúr avea 441 de locuitori. Din punct de vedere etnic, majoritatea locuitorilor (98,02%) erau maghiari, cu o minoritate de germani (1,98%). Nu există o religie majoritară, locuitorii fiind romano-catolici (41,04%), reformați (20,63%) și persoane fără religie (6,35%). Pentru 31,07% din locuitori nu este cunoscută apartenența confesională.